# Connah’s Quay Nomads
Connah’s Quay Nomads FC ist ein walisischer Fußballverein aus Connah’s Quay, Flintshire, der aktuell in der Cymru Premier spielt.

## Geschichte
Der Verein wurde im Juli 1946 unter dem Namen Connah’s Quay Juniors gegründet. Seine Spiele trägt er heute im Deeside Stadium aus, einem Mehrzweckstadion mit 1.500 Plätzen, davon 500 Sitzplätze.
1951 erfolgte die Umbenennung in Connah’s Quay Nomads F.C., der Zusatz „GAP“ hat sponsorentechnische Gründe und erfolgte 2008.
Der Verein war 1992/93 Gründungsmitglied der League of Wales und wurde in deren erster Saison Achter. Fortan wurde die Mannschaft fester Bestandteil der Liga und belegte stets einen Platz im gesicherten Mittelfeld. 1996 gewann der Verein den Walisischen Ligapokal, den Welsh League Cup.
Nach 18-jähriger dauerhafter Zugehörigkeit zur obersten Spielklasse stieg man in der Saison 2009/10 als Vierzehnter in die zweite Liga ab. Die Rückkehr aus der zweitklassigen Cymru Alliance gelang zur Saison 2012/13. Seitdem war man in der League of Wales zunächst hauptsächlich im Mittelfeld angesiedelt.
Die größten Erfolge der Vereinsgeschichte sind die Titel im nationalen Pokal 2018, als man im Finale Aberystwyth Town mit 4:1 besiegte, und die  walisischen Meisterschaften 2020 und 2021. Hinzu kommt der jüngste Triumph im Jahr 2024, als der Verein erneut den walisischen Pokal gewann, diesmal durch einen Sieg über den nationalen Rekordmeister The New Saints FC.

## Europapokalbilanz
| Saison  | Wettbewerb                    | Runde                  | Gegner                  | Gesamt | Hin     | Rück          |
| ------- | ----------------------------- | ---------------------- | ----------------------- | ------ | ------- | ------------- |
| 2016/17 | UEFA Europa League            | 1. Qualifikationsrunde | Stabæk Fotball          | 1:0    | 0:0 (H) | 1:0 (A)       |
| 2016/17 | UEFA Europa League            | 2. Qualifikationsrunde | FK Vojvodina            | 1:3    | 0:1 (A) | 1:2 (H)       |
| 2017/18 | UEFA Europa League            | 1. Qualifikationsrunde | HJK Helsinki            | 1:3    | 1:0 (H) | 0:3 (A)       |
| 2018/19 | UEFA Europa League            | 1. Qualifikationsrunde | FK Schachzjor Salihorsk | 1:5    | 1:3 (H) | 0:2 (A)       |
| 2019/20 | UEFA Europa League            | 1. Qualifikationsrunde | FC Kilmarnock           | 3:2    | 1:2 (H) | 2:0 (A)       |
| 2019/20 | UEFA Europa League            | 2. Qualifikationsrunde | Partizan Belgrad        | 0:4    | 0:1 (H) | 0:3 (A)       |
| 2020/21 | UEFA Champions League         | 1. Qualifikationsrunde | FK Sarajevo             | 0:2    | 0:2 (H) | 0:2 (H)       |
| 2020/21 | UEFA Europa League            | 2. Qualifikationsrunde | Dinamo Tiflis           | 0:1    | 0:1 (H) | 0:1 (H)       |
| 2021/22 | UEFA Champions League         | 1. Qualifikationsrunde | FC Alaschkert Martuni   | 2:3    | 2:2 (H) | 0:1 n. V. (A) |
| 2021/22 | UEFA Europa Conference League | 2. Qualifikationsrunde | FC Prishtina            | 5:6    | 1:4 (A) | 4:2 (H)       |
| 2023/24 | UEFA Europa Conference League | 1. Qualifikationsrunde | KA Akureyri             | 0:4    | 0:2 (A) | 0:2 (H)       |
| 2024/25 | UEFA Conference League        | 1. Qualifikationsrunde | NK Bravo                | 1:2    | 1:0 (A) | 0:2 n. V. (H) |

Gesamtbilanz: 22 Spiele, 5 Siege, 2 Unentschieden, 15 Niederlagen, 15:35 Tore (Tordifferenz −20)

## Erfolge
- Walisischer Ligapokalsieger: 1996
- Cymru Alliance: 2011, 2012
- Walisischer Pokalsieger: 2018, 2024
- Walisische Meisterschaft: 2020, 2021